# Leggenda dei tre compagni
La cosiddetta Leggenda dei tre compagni (Angelo, Leone e Rufino), o Legenda trium sociorum, è la più importante delle biografie "non ufficiali" di Francesco d'Assisi (per "non ufficiali" si intende non scritte su commissione e dietro controllo papale o della classe dirigente dell'Ordine francescano).

## Storia
Secondo la tradizione, questa raccolta di detti e avvenimenti riguardanti Francesco e i suoi compagni fu scritta su commissione del capitolo generale di Genova del 1244. La cosiddetta Lettera di Greccio, che nella tradizione manoscritta precede la Legenda e porta la data dell'11 agosto 1246, afferma che il capitolo di Genova si era reso conto che quanto era stato narrato sulla vita del santo, nel periodo del generalato di frate Elia da Cortona, non era conforme alla realtà dei fatti e stava diventando un pericolo per lo spirito francescano; pertanto, i padri capitolari avevano chiesto l'intervento di quanti conoscessero notizie più veritiere sulla vita del santo con l'invito di inviarle, in forma scritta, al nuovo generale Crescenzio da Jesi. Dal convento di Greccio, Angelo Tancredi, uno dei primi discepoli di Francesco, con l'aiuto di frate Leone e di frate Rufino cominciò a raccogliere il materiale che potesse servire da base per la compilazione di una biografia di Francesco: nella lettera di Greccio Angelo dichiarava che il materiale era pronto.
In realtà, esistono tra i filologi seri dubbi sull'autenticità della lettera di Greccio, e, se anche fosse autentica, sembra sicuro che il florilegio costituito dalle testimonianze dei primi compagni di Francesco non coincida affatto con la Legenda trium sociorum che possiamo leggere oggi.
È dimostrato che l'autore della Legenda (tramandata soltanto da manoscritti dell'inizio del XIV secolo) già conosceva sia le opere di Tommaso da Celano, sia quelle di Bonaventura di Bagnoregio. Va escluso, perciò, che in questo testo sia da riconoscere il famoso florilegio messo insieme a più mani e inviato dai tre compagni di Greccio che sottoscrissero la lettera del 1246. L'opera appartiene piuttosto al periodo post-bonaventuriano, anche se è difficile stabilire se sia anteriore o posteriore alla biografia dell'"Anonimo perugino", con la quale ha notevoli affinità. Parte della Leggenda si trova contenuta anche nello Specchio della perfezione.

## Struttura
L'opera, scritta in latino, è strutturata in diciotto capitoli: 
- nei primi otto si narra del periodo della giovinezza di Francesco e della sua conversione,
- nei seguenti quattro capitoli si racconta di come fossero stati ammessi all'Ordine i primi undici frati, delle difficoltà incontrate dall'Ordine stesso nei primi tempi e infine della approvazione della Regola francescana,
- i capitoli seguenti raccontano della morte del primo cardinale protettore dell'Ordine e dell'elezione del suo successore, e dei primi frati che furono inviati in missione attraverso l'Europa,
- negli ultimi due capitoli si racconta della morte di Francesco e della sua canonizzazione.

## Edizioni
L'opera fu pubblicata da padre Ferdinand Delorme, dapprima in una trascrizione parziale, poi in versione integrale nel 1926. Nel 1974 ne è stata curata una nuova edizione critica, dal filologo Thomas Desbonnets, pubblicata nell'"Archivum Franciscanum Historicum" (num. 67).